# Beatrice Portinari

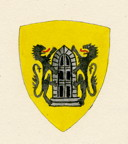
Stemma Portinari

Beatrice Portinari, detta Bice, coniugata de' Bardi (Firenze, 1265/66 – Firenze, 8 giugno 1290), è, secondo alcuni critici letterari, la donna che Dante  trasfigura nel personaggio di Beatrice, musa e ispiratrice del poeta. La sua morte causò a Dante una profonda crisi.

## Personaggio storico
La tradizione che identifica Beatrice di Folco Portinari con la Beatrice amata da Dante oggi non è messa in discussione. Essa si fonda su basi documentali: la chiosa autografa di Andrea Lancia a Inf. II 76, databile tra il 1341 e il 1343 («monna Biatrice, figliuola che fu di Folco de’ Portinari di Firenze e moglie che fue di messer Simone di Geri de' Bardi di Firenze»: Firenze, Bibl. Nazionale Centrale, II.I.39: vd. bibliografia) e le informazioni che Giovanni Boccaccio fornisce prima nel Trattatello in laude di Dante (nella prima metà degli anni Cinquanta), poi nel suo commento alla Commedia (1373-74).
I documenti certi sulla sua vita sono sempre stati molto scarsi, arrivando a far persino dubitare della sua reale esistenza. L'unico che si conoscesse fino a poco tempo fa era il testamento di Folco Portinari datato al 1287. Vi si legge: "...item d. Bici filie sue et uxori d. Simonis del Bardis reliquite [...], lib.50 ad floren" , cioè si parla di un lascito in denaro alla figlia Bice maritata al cavaliere Simone de' Bardi. Folco Portinari era stato un banchiere molto ricco e in vista nella sua città, nato a Portico di Romagna. Trasferitosi a Firenze, viveva in una casa vicina a Dante ed ebbe sei figlie. Folco ebbe il merito di fondare quello che tutt'oggi è il principale ospedale nel centro cittadino, l'ospedale di Santa Maria Nuova.
La data di nascita di Beatrice è stata ricavata per analogia con quella presunta di Dante, ritenendola coetanea o di un anno più giovane del poeta, che si crede nato nel 1265; la data di morte è ricavata dalla Vita Nova di Dante stesso e forse non è altro che una data simbolica. Anche molte delle notizie biografiche provengono unicamente dalla Vita Nova, come l'unico incontro con Dante, il saluto, il fatto che i due non si scambiarono mai parola, ecc.
Beatrice, figlia di un banchiere, si era imparentata con un'altra famiglia di grandi banchieri, i Bardi, andando in sposa ancora giovanissima, appena adolescente, a Simone, detto Mone. Importante il ritrovamento di nuovi documenti nell'archivio Bardi su Beatrice e suo marito da parte dello studioso Domenico Savini. Tra questi un atto notarile del 1280, dove Mone de' Bardi cede alcuni terreni a suo fratello Cecchino con il beneplacito della moglie Bice, che all'epoca doveva avere circa quindici anni. Un secondo documento del 1313, quando cioè Beatrice doveva essere già morta, cita il matrimonio tra una figlia di Simone, Francesca, e Francesco di Pierozzo Strozzi per intercessione dello zio Cecchino, ma non è specificato se la madre fosse stata Beatrice o la seconda moglie di Simone, Bilia (Sibilla) di Puccio Deciaioli. Altri figli conosciuti di Simone sono Bartolo e Gemma, la quale venne maritata ad un Baroncelli.
Un'ipotesi plausibile è che Beatrice sia morta così giovane forse a causa del parto di un figlio.

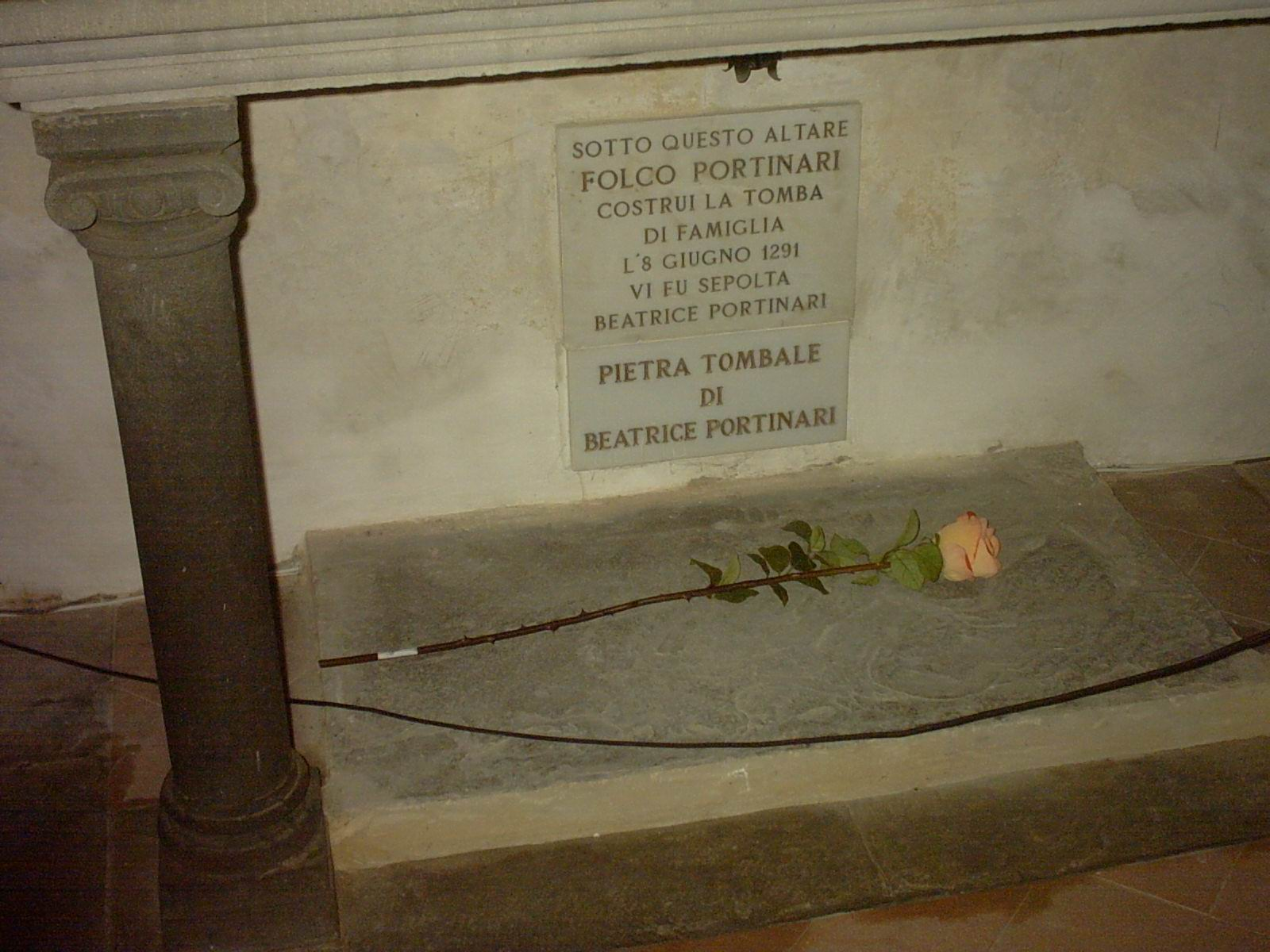
La lapide in Santa Margherita dei Cerchi, Firenze

Il luogo di sepoltura di Beatrice viene tradizionalmente indicato nella chiesa di Santa Margherita de' Cerchi, vicina alle abitazioni degli Alighieri e dei Portinari, dove si troverebbero i sepolcri di Folco e della sua famiglia. Ma questa ipotesi, sebbene segnalata da una lapide moderna che colloca la data di morte di Beatrice al 1291, è incoerente perché, quando Beatrice morì, era sposata, e quindi la sua sepoltura avrebbe dovuto avere luogo nella tomba della famiglia del marito. Infatti Savini indica come possibile luogo il sepolcro dei Bardi situato nella basilica di Santa Croce, sempre a Firenze, tutt'oggi segnalato nel chiostro da una lapide con lo stemma familiare, vicino alla Cappella dei Pazzi. A partire dalla scelta che Dante fa di santa Lucia come inviata presso Beatrice dalla Vergine Maria a salvarlo, Marco Santagata ipotizza che Beatrice potesse essere stata sepolta nella chiesa di Santa Lucia dei Magnoli, poi detta Santa Lucia dei Bardi, che era situata sulla strada su cui affacciavano le case dei Bardi; era dunque possibile che Bice frequentasse quella chiesa o che, appunto, lì fosse stata sepolta.

## Personaggio letterario
(Dante Alighieri, Divina Commedia, Purgatorio, Canto XXX, descrizione del vestiario di Beatrice alla sua apparizione)

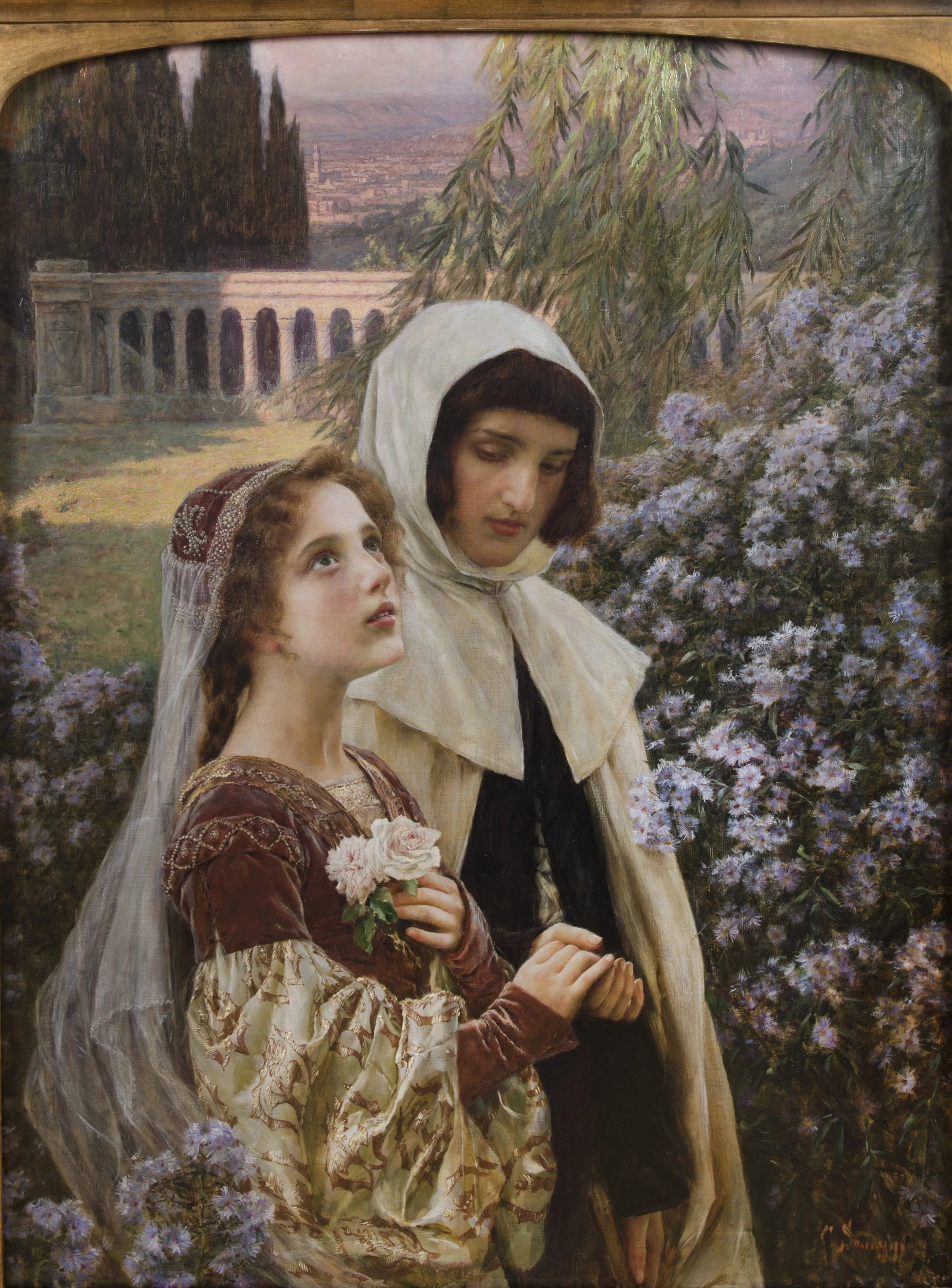
"Incipit vita nova", opera in stile preraffaellita del 1903, olio su tela del pittore tortonese Cesare Saccaggi

Beatrice è la prima donna a lasciare una traccia indelebile nella nascente letteratura italiana, nonostante altre figure femminili siano presenti anche nei componimenti di Guido Guinizzelli e Guido Cavalcanti, anche se non con l'incisività del personaggio dantesco. A Beatrice è dedicata la Vita Nova, dove il poeta raccoglie entro una struttura in prosa una serie di componimenti poetici scritti in parte negli anni precedenti. Secondo la Vita Nova Dante e Beatrice si incontrarono per la prima volta nel 1274 quando erano ancora bambini, e la seconda volta nel 1283 quando erano adolescenti. Aveva sposato il banchiere Simone dei Bardi nel 1287 e morì tre anni dopo, nel 1290.
Quando ella morì, Dante, disperato, studiò la filosofia e si rifugiò nella lettura di testi latini, scritti da uomini che, come lui, avevano perso una persona amata. La fine della sua crisi coincise con la composizione della Vita Nova (intesa come "rinascita").
Il punto di maggior novità, anticonvenzionalità della poesia di Dante nella Vita Nova, si ha quando egli dice di Beatrice, “donna gentile e tanto onesta” “pare”. Se ci soffermiamo sulla centralità del vedere nella Vita nova, attestato dalla prevalenza del senso della vista ripreso come radice verbale o nominale circa 60 volte, ci accorgiamo che qui assistiamo anche al passaggio dalla vista all'apparizione, un'epifania di tale potenza che gli occhi non l'ardiscon di guardare. Questo prelude alla identità di angelo venuto dal cielo a “miracol” mostrare attribuito da Dante a Beatrice, che in questo sonetto si fa partecipe dell'atto creatore, dice, infatti, Dante, nella prosa che accompagna il sonetto: “venne in tanta grazia delle genti”, che “le persone correvano per vedere lei”, mentre nel Vangelo di Luca si legge: Gesù cresceva in grazia davanti a dio e agli uomini (2, 52)), e De civitatibus properarent ad eum (accorrevano a lui da ogni città) (8,4). Ancora un riferimento linguistico che conduce all'identificazione Beatrice-Cristo, si ha nella prosa citata, quando Dante dice: E altri dicevano: Questa è una meraviglia: che benedetto sia il signore, che così mirabilmente sa operare e in Luca Tutti furono presi dallo stupore, glorificavano Dio e pieni di paura dicevano: Oggi abbiamo visto cose straordinarie (5, 26). Lo stupore, la meraviglia, di fronte al miracolo. La parabola è compiuta: il fantasma di Bice scompare definitivamente mentre Beatrice assurge a “figura” cristologica. Nove è il suo numero magico (poiché Dante la incontrò a nove anni).
L'analogia diventa lampante nel momento della morte, nel XXIII della Vita nova Dante dice nella prosa che prepara Donna pietosa e di novella etade, nel sogno premonitore della morte di Beatrice: pareami vedere lo sole oscurare…. e che fossero grandissimi terremuoti, fenomeni questi che nei Vangeli fanno da scenario alla morte di Cristo, ma ancora una situazione narrativa e figurale è quella che riguarda l'incontro di Dante con Beatrice preceduta da Giovanna Primavera, la donna cantata da Cavalcanti, duplicato della preparazione della venuta del Cristo da parte di Giovanni Battista, se la coppia Giovanna Primavera–Beatrice segna il riconoscimento da parte di Dante che la poesia di Cavalcanti prepara la sua poesia, segnala anche che Vanna sta a Beatrice come Giovanni Battista sta a Cristo e per la proprietà transitiva Vanna sta a Giovanni Battista come Beatrice sta a Cristo.
Se a Cavalcanti Dante riconosce il ruolo di preparatore della sua poesia, a Guinizzelli il poeta riconosce che sia stato il primo a porre il tema del valore del saluto della donna, e ciò consente a Dante di porsi dentro l'alveo di una sperimentazione in corso e di una tradizione nascente e di portarla a compimento: la equivalenza saluto=salute/salvezza dell'anima, avviene pienamente in Dante, quando dice che già al primo saluto di Beatrice gli parve di vedere tutti i termini della beatitudine. Quando questo saluto gli viene tolto, egli è sopraffatto annientato dal dolore. Certo vanno compresi i codici comportamentali del tempo, fortemente codificati erano, infatti, i comportamenti degli uomini e delle donne.. I luoghi degli incontri visivi erano i balconi, le strade e le chiese, dove le donne dovevano muoversi secondo codici sociali da tutti riconosciuti, luoghi aperti e sotto gli occhi di tutti, garanti di un rigido controllo sociale. Occhi bassi, mai uscire da sole, dicono i manuali del tempo, che purtroppo restano attualissimi, è dunque dentro questa visione della donna che lo sguardo e il saluto gratuito rivolti a Dante assumono un carattere addirittura rivoluzionario. Quel gesto è altrettanto rivoluzionario quanto lo è lo sguardo del Cristo sul mondo, il saluto/salvezza di Beatrice è già nella Vita Nova una promessa di salvezza, ancora non universale, come sarà nella Commedia, ma tale da far salire la poesia dal livello della personale esperienza a quello del simbolo. È, infatti, dalla mancanza del saluto, come dalla mancanza del corpo alla morte di Beatrice, cioè dall'interruzione di ogni rapporto materiale, che nasce la poesia della lode, poesia che consente all'amore di perpetuarsi oltre la morte. Dal punto di vista letterario questa idea di Beatrice beata, si traduce nell'ultimo capitolo della Vita nova in questa promessa:
(Dante Alighieri, Vita Nova, cap. XLII)
Si è ritenuto che tale affermazione contenesse un riferimento alla composizione della Commedia, di diverso parere è Marco Santagata, il quale ritiene che non vi sia tra la Vita Nova e la Divina Commedia un legame generativo diretto. È impensabile che nel 1295 Dante pensasse a un progetto della portata della Commedia, è possibile invece che pensasse ad poema in latino o ad un'opera in forma di visone paradisiaca, opera che non compose mai, o di cui non abbiamo mai ricevuto notizia. Dante, però, abile costruttore del suo personaggio letterario, a posteriori ha impostato la sua scrittura in modo che non fosse più possibile separare l'immagine di Beatrice nella Vita Nova da quella di Beatrice nella Commedia.
Nella Divina Commedia, dunque, Beatrice subisce un processo di spiritualizzazione, e viene riconosciuta come creatura angelica (secondo gli ideali stilnovistici). Ella rappresenta la Fede e la Sapienza, che accompagna le persone in Paradiso.
I riferimenti alla fanciulla Beatrice che Dante, nella Vita Nova, narra di avere incontrato, prima a nove anni poi a diciotto, sembrano troppo attentamente costruiti per risultare pienamente convincenti come episodi biografici.
Una luce diversa su Beatrice come figura di creazione dantesca può arrivare dalla lettura del Canto di un poeta provenzale vissuto, prevalentemente in Italia, circa un secolo prima di Dante: Raimbaut de Vaqueiras. Il canto è Kalenda Maya, la penultima strofa inizia così:
Na Beatritz, e pren creissensa / Vostra valensa;

Per ma credensa, / De pretz garnitz vostra tenensa 

E de bels ditz, senes failhensa; / De faitz grazitz tenetz semensa;

Siensa, / Sufrensa / Avetz e coneissensa;

Valensa / Ses tensa / Vistetz ab benvolensa.

Donna grazida, / Qecs lauz' e crida

Vostra valor q'es abellida, / E qius oblida, 

Pauc li val vida [...]»
Donna Beatrice, e cresce / il vostro valore;

di pregi ornate ciò che tenete / e di belle parole, senza falsità;

di nobili fatti avete il seme; 

scienza, / pazienza / avete e conoscenza; 

valore / al di là di ogni disputa 

vi vestite di benevolenza.

Donna graziosa, / che ognuno loda e proclama

il vostro valore che vi adorna, / e chi vi dimentica, poco gli vale la vita...»
(Raimbaut de Vaqueiras, Kalenda maia)
Dante, che conosceva il provenzale e i poeti provenzali, quasi cento anni dopo scrive di Beatrice: "Tanto gentile e tanto onesta pare/ la donna mia...". L'incipit mostra somiglianze, il sentimento che muove i poeti è lo stesso, gli echi stessi che il canto di Raimbaut sembra evocare si possono ritrovare nelle parole diverse e nei versi di Dante; infine, il riferimento a Beatrice che accomuna i due poeti appare sorprendente. Raimbaut canta Beatrice del Monferrato, sorella del marchese Bonifacio I del Monferrato e cugina prima di Federico Barbarossa, servendola come cavaliere e troubadour. Questa Beatrice non è la Beatrice dantesca, ma sembra aver dato almeno un piccolo contributo alla creazione della sua memorabile figura.